# 小倉山 (京都市)
小倉山（おぐらやま）是日本京都府京都市右京區的山峰。標高296公尺。位在桂川北岸，和南岸的嵐山相對。也稱雄藏山、小椋山、隱椋山。

## 概要
東麓是嵯峨野、東北麓是化野（現・嵯峨鳥居本地區）。紅葉之名所，也作為歌枕而著名。平安時代以來，山麓是貴族的隱居地。「小倉百人一首」即鎌倉時代的歌人藤原定家在厭離庵付近的小倉山莊（時雨亭）編集而得名。